# 岡山県立玉島商業高等学校
岡山県立玉島商業高等学校（おかやまけんりつたましましょうぎょうこうとうがっこう）は、岡山県倉敷市にある県立の全日制高等学校。
地元での通称・略称は、玉商（たましょう）。

## 設置学科
- ビジネス情報科（平成20年度より商業科・会計情報科を統合）

## 校訓
- 誠実　Sincerity
- 勤勉　Diligence
- 礼儀　Politeness

## 沿革
- 1926年（大正15年）4月 玉島町立玉島商業学校開校。
- 1929年（昭和04年）7月 岡山県玉島商業学校に改称。
- 1948年（昭和23年）10月 学制改革により県に移管、岡山県立玉島高等学校になる。
- 1949年（昭和24年）8月 岡山県立玉島第一高等学校と統合、校名は玉島高等学校。
- 1958年（昭和33年）4月 分離独立し玉島商業高等学校になる。
- 1991年（平成03年）4月 会計情報科新設。
- 2006年（平成18年）11月 創立80周年記念式典。
- 2007年（平成19年）10月 全国リレー　金融教育公開授業 in 岡山。
- 2008年（平成20年）4月 ビジネス情報科新設。4学級〈商業科・会計情報科は平成22年3月31日廃止〉

## 交通機関
鉄道
- 新倉敷駅（JR西日本・山陽新幹線、山陽本線）

バス
- 新倉敷駅~玉島中央（両備バス、井笠鉄道）

## 部活動

### 野球部
春1度、夏3度の甲子園経験があり第51回全国高等学校野球選手権大会ではベスト4。準決勝で三沢に2-3と惜敗した。

## 主な卒業生
- 三宅宅三 - 元プロ野球選手
- 早瀬猛 - 元プロ野球選手
- 吉若昌弘 - 元プロ野球選手